# 안은호
안은호(1999년 12월 14일 ~ )는 대한민국의 배우이다.

## 드라마
- 2016년 tvN 드라마 《시그널》
- 2020년 SBS 드라마 《펜트하우스》
- 2021년 SBS 드라마 《펜트하우스 2》
- 2022년 SBS 드라마 《왜 오수재인가》
- 2023년 SBS 드라마 《7인의 탈출》- 홍만두 역
- 2024년 SBS 드라마 《7인의 부활》- 홍만두 역

## 연극
- 2019년 풍율리엔 죄가 많다,  테니스 공을 찢어라

## 뮤직비디오
- 2019년 구만